# Conservatoire Darius Milhaud

Conservatoire Darius Milhaud (2018)

Das kurz als Conservatoire Darius Milhaud bezeichnete Conservatoire de musique, de danse et d'art dramatique Darius Milhaud ist eine renommierte Musikhochschule in Aix-en-Provence, Frankreich. Sie zählt zu den ältesten Einrichtungen ihrer Art in Frankreich und bietet Studiengänge in den Bereichen Musik, Choreographie und Theater an.

## Geschichte und Entwicklung

### Gründung
Die Geschichte des Konservatoriums begann im Jahr 1849, als der Violinist Marius Lapierre einen kostenlosen Solfège-Kurs für Jugendliche ins Leben rief. Diese Initiative fand großen Anklang, woraufhin er sich an die Stadtverwaltung wandte, um einen geeigneten Raum für den Unterricht zu erhalten. Die Stadt stellte ihm daraufhin einen Raum in einem kommunalen Gebäude in der Rue de Suffren zur Verfügung, was als offizieller Gründungsakt des Konservatoriums gilt.
Im Jahr 1856 erfuhr die Einrichtung durch städtische Subventionen eine bedeutende Erweiterung. Neben dem Solfège-Unterricht wurden Klassen für Violine, Violoncello und Blasinstrumente eingerichtet.
Ein entscheidender Wendepunkt in der Geschichte des Konservatoriums ereignete sich am 29. März 1884, als es durch den ehemaligen Schüler und Senator Victor Leydet als staatlich subventionierte Musikschule anerkannt wurde. Diese Anerkennung führte zur Umbenennung in École Nationale de Musique und ermöglichte die Erweiterung des Kursangebots, insbesondere für Mädchen, die nun Zugang zu Gesangs-, Solfège- und Klavierunterricht hatten.
Marius Lapierre blieb 54 Jahre lang Direktor der Einrichtung, bevor Henri Poncet seine Nachfolge antrat.

### Umzug ins Hôtel de Caumont

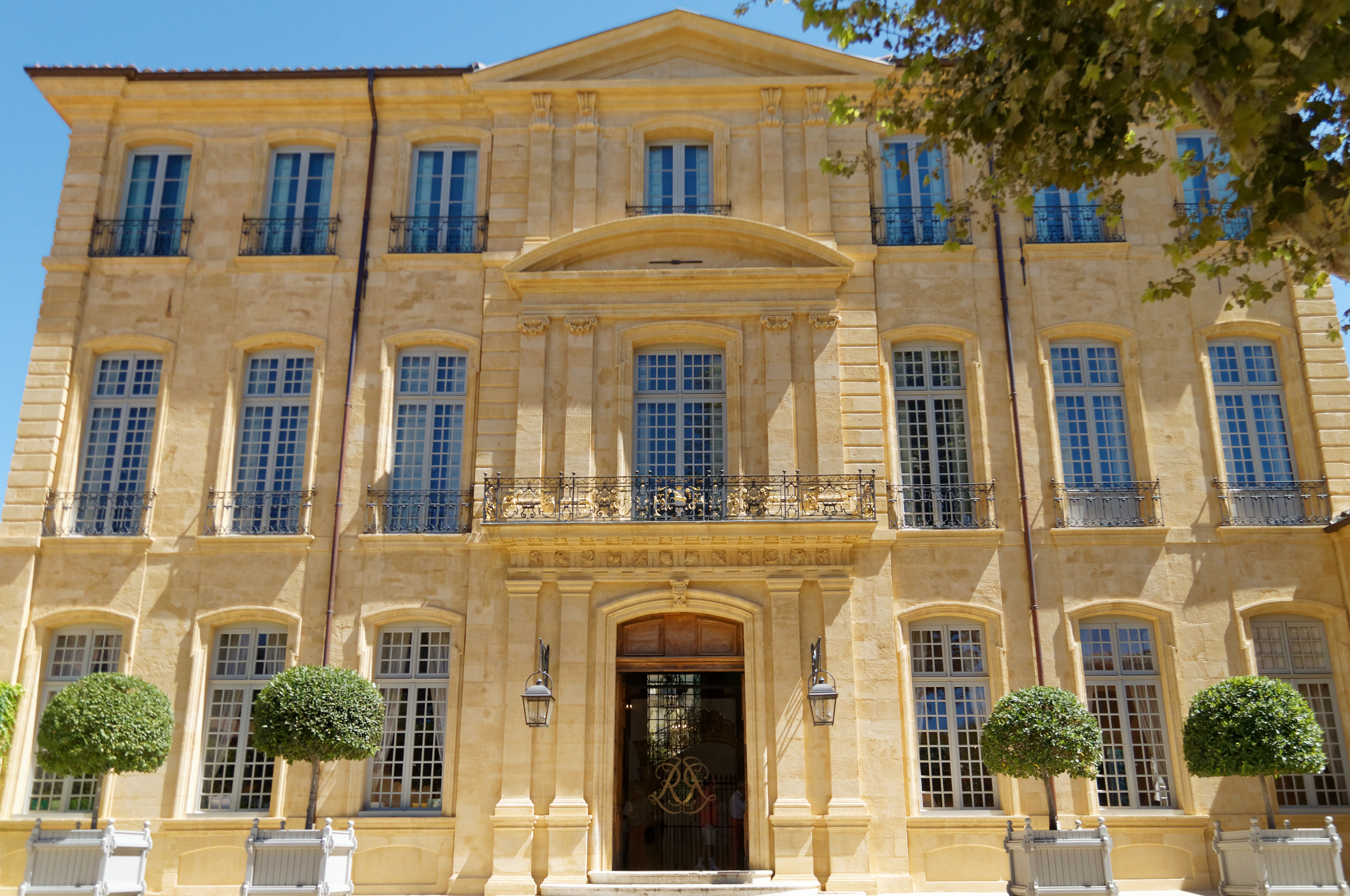
Hôtel de Caumont (2018)

Von 1970 an war das Konservatorium im Hôtel de Caumont untergebracht, einem ehemaligen Adelspalais, das die Stadt Aix-en-Provence 1964 erworben hatte. Zu Beginn des neuen Schuljahres im September 1970 wurde es durch Musikdirektor Marcel Landowski eingeweiht.
Am 23. Oktober 1972 erhielt das Gebäude zu Ehren des französischen Komponisten Darius Milhaud den Namen Conservatoire de musique et de danse Darius Milhaud, kurz Conservatoire Darius Milhaud. Milhaud – in Aix aufgewachsen und der Stadt zeitlebens stark verbunden geblieben – war bei der Enthüllung der Gedenktafel selbst anwesend.
Die damalige Orgel der Musikhochschule stammte von dem Orgelbauer Henri Saby und seinem Sohn Pierre Saby (1950–2017) aus Saint-Uze.
Im März 2010 gab die Stadt Aix-en-Provence ihre Entscheidung bekannt, das Hôtel de Caumont für zwölf Millionen Euro zu verkaufen.

### Neubau 2013

Fassadendetail

Für das Konservatorium wurde in der Folge nach Entwürfen des japanischen Architekten Kengo Kuma in der Avenue Wolfgang Amadeus Mozart ein neues Gebäude errichtet, das im September 2013 eingeweiht wurde. Es zeichnet sich äußerlich durch eine auffällige Fassade aus eloxierten Aluminiumplatten aus, die an Origami-Formen erinnern. Die Gesamtkosten beliefen sich auf 21,5 Millionen Euro, von denen die Stadt Aix-en-Provence den größten Teil übernahm.
Das großzügige Gebäude hat eine Gesamtfläche von 7.400 m², die sich auf zwei Flügel und sechs Ebenen verteilen. Darin befinden sich 110 Räume, von denen 80 speziell für die künstlerische Praxis vorgesehen sind (Tanz- und Schauspielstudios, Räume für Musikunterricht, Probe- und Aufnahmeräume). Der Konzertsaal mit 500 Sitzplätzen und einer Bühnenfläche von 220 m² ist als Auditorium Campra bekannt, benannt nach dem in Aix geborenen Komponisten André Campra.
In den Jahren 2014 und 2015 wurde in der Werkstatt Daniel Kern Manufacture d’Orgues in Straßburg eine große neue Konzertorgel für das Conservatoire erbaut. Diese wurde auf der Empore über der Tribüne des Konzertsaals installiert und 2015 eingeweiht. Das Instrument mit 46 Registern auf drei Manualen und Pedal hat folgende Disposition:
| I Grand-Orgue c1-c6 |                  |      |
| 1.                  | Montre           | 16′  |
| 2.                  | Montre           | 8′   |
| 3.                  | Bourdon          | 8′   |
| 4.                  | Flûte harmonique | 8′   |
| 5.                  | Prestant         | 4′   |
| 6.                  | Flageolet        | 2′   |
| 7.                  | Mixture          | IV-V |
| 8.                  | Basson           | 16′  |
| 9.                  | 1ère Trompette   | 8′   |
| 10.                 | 2ème Trompette   | 8′   |

| II Positif c1-c6 |               |        |
| 11.              | Bourdon       | 16′    |
| 12.              | Bourdon       | 8′     |
| 13.              | Salicional    | 8′     |
| 14.              | Flûte conique | 4′     |
| 15.              | Nazard        | 2 ⁄3′  |
| 16.              | Doublette     | 2′     |
| 17.              | Tierce        | 1 3⁄5′ |
| 18.              | Quinte        | 1 ⁄3′  |
| 19.              | Basson        | 8′     |
| 20.              | Cromorne      | 8′     |

| III Récit expressif c1-c6 |                      |     |
| 21.                       | Bourdon              | 16′ |
| 22.                       | Bourdon harmonique   | 8′  |
| 23.                       | Viole de gambe       | 8′  |
| 24.                       | Voix céleste         | 8′  |
| 25.                       | Flûte octaviante     | 4′  |
| 26.                       | Octavin              | 2′  |
| 27.                       | Basson               | 16′ |
| 28.                       | Trompette harmonique | 8′  |
| 29.                       | Basson-hautbois      | 8′  |
| 30.                       | Voix humaine         | 8′  |

| Pédale c1–g3 |                |     |
| 31.          | Soubasse       | 32′ |
| 32.          | Principalbasse | 16′ |
| 33.          | Soubass        | 16′ |
| 34.          | Bourdon        | 16′ |
| 35.          | Grande Flûte   | 8′  |
| 36.          | Bourdon        | 8′  |
| 37.          | Flûte          | 4′  |
| 38.          | Bourdon        | 4′  |
| 39.          | Flûte          | 2′  |
| 40.          | Bombarde       | 16′ |
| 41.          | Basson         | 16′ |
| 42.          | 1ère Trompette | 8′  |
| 43.          | 2ème Trompette | 8′  |
| 44.          | Basson         | 8′  |
| 45.          | Clairon        | 4′  |
| 46.          | Chalumeau      | 4′  |

2017 wurde das Conservatoire Darius Milhaud als Conservatoire à rayonnement régional (CRR) klassifiziert.

## Kulturelles Umfeld
Das Konservatorium ist Teil eines städtebaulichen Ensembles von mehreren bedeutenden kulturellen Einrichtungen, die zusammen das Forum culturel d'Aix-en-Provence (Kulturforum Aix-en-Provence) bilden. Zu diesem Komplex gehören außer dem Konservatorium:
- das Grand Théâtre de Provence (GTP)
- das nationale Choreografiezentrum Le Pavillon Noir, Sitz der Tanzkompanie Ballet Preljocaj
- das Kulturzentrum Cité du Livre mit der bedeutenden historischen Méjanes-Bibliothek

Unmittelbar westlich des Konservatorium führt die Avenue Wolfgang Amadeus Mozart über eine Straßenbrücke mit zwei außergewöhnlich gestalteten Seitenwänden über die Avenue Max Juvénal: Die Nordwand ist eine von dem Botaniker Patrick Blanc gestaltete Pflanzenwand (Mur végétal) mit mehr als 20.000 Pflanzen, die Südwand eine von dem Designer Christian Ghion entworfene 700 Quadratmeter große Wasserwand (Mur d'eau), an der entlang Wasser bis zu 17 Meter lang entlangrieselt, die größte Wasserwand in Europa.

Grand Théâtre de Provence
Pavillon noir
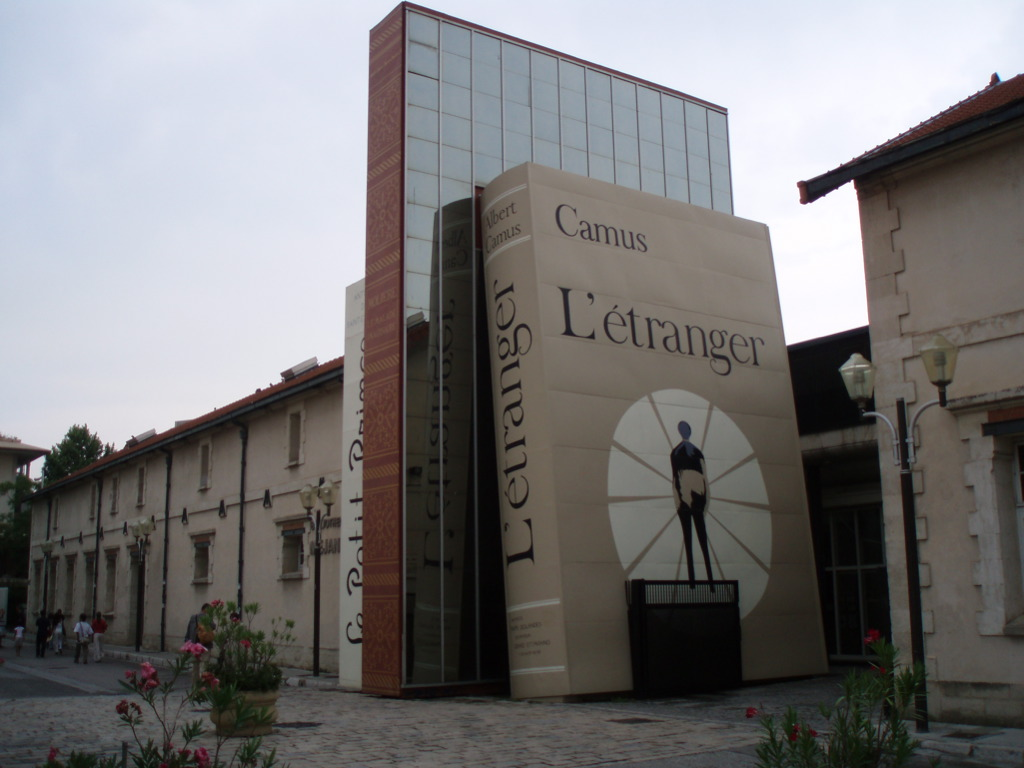
Bibliothèque Méjanes
Mur végétal
Mur d’eau

## Direktoren (unvollständige Liste)
- Marius Lapierre (ab 1849)
- Henri Poncet
- Joseph Poncet
- Pierre Deslescluse (interim)
- Pierre Villette – 1966 bis 1990
- Michel Camatte – 1990 bis 2012
- Jean-Philippe Dambreville – 2012 bis 2024
- Michel Durand-Mabire – seit 2024